# Rémi Mathis
Rémi Mathis (Besançon, 20 novembre 1982) è un bibliotecario e storico francese, presidente di Wikimédia France, capitolo francese della Wikimedia Foundation, dal 2014 al 2017.

## Biografia
Rémi Mathis ha studiato presso l'École nationale des chartes e si è specializzato in biblioteconomia e scienze dell'informazione con un corso di 18 mesi alla École nationale supérieure des sciences de l'information et des bibliothèques (ENSSIB) di Lione. Successivamente ha fatto praticantato in varie importanti biblioteche, in Francia e all'estero (tra le quali la Bibliothèque de l’Arsenal di Parigi, la biblioteca del Museo Correr di Venezia, la Biblioteca nazionale di Francia ecc...).
Dopo aver concluso il corso alla ENSSIB, fu posto a capo di uno staff di 12 persone alla biblioteca di scienze sociali dell'università Paris V: René Descartes. Dal 2010, lavora come conservatore nella sezione “incisioni” della BNF ed è editore delle Nouvelles de l'estampe.
È stato presidente di Wikimedia France.